# Šimon Slavíček
Šimon Slavíček (* 2. února 2004 Praha) je český lední hokejista hrající na postu útočníka.

## Život
S hokejem začínal ve svém rodném městě, v tamním klubu Slavia. V sezónách 2017/2018 a 2018/2019 hrál za její výběr do šestnácti let, další dva ročníky (2019/2020 a 2020/2021) nastupoval za výběr Slávie do sedmnácti let i za její juniory. V průběhu sezóny 2020/2021 navíc odehrál i sedm utkání za muže Slavie. Následující ročník (2021/2022) nastupoval ve Slavii jak za juniory, tak za její muže. Poté odešel do Spojených států amerických, kde hrál za klub Flint Firebirds z Ontario Hockey League (OHL). Pokračoval v něm rovněž po další dvě sezóny, tedy 2022/2023 a 2023/2024. Po ní se vrátil zpět do své vlasti a pro ročník 2024/2025 se pokoušel dostat do kádru svého mateřského klubu, do Slavie.
V mládežnických kategoriích patřil do reprezentací České republiky. Na konci roku 2023 s ním trenér Patrik Augusta počítal mezi hráče účastnící se mistrovství světa juniorů. Nakonec ho však těsně před turnajem z nominace na úkor jiných hráčů vyřadil.